# Lo strano caso di Angelica
Lo strano caso di Angelica (O estranho caso de Angélica) è un film del 2010 diretto da Manoel de Oliveira.
Il regista portoghese ha realizzato questo film all'età di 102 anni.

## Trama
La vicenda si svolge a Peso da Régua, una località nei pressi di Porto, nel 2009 o nel 2010. Isaac, un giovane ebreo sefardita ritornato da poco in Portogallo dopo aver lavorato all'estero nell'industria petrolifera, è ospite della pensione diretta dalla signora Justina, una premurosa signora di mezza età con comportamenti materni nei confronti di Isaac. Il giovane si dedica alla fotografia utilizzando una macchina fotografica a telemetro con pellicola fotografica tradizionale; i suoi soggetti preferiti sono le testimonianze del passato recente e i lavori tradizionali.
Isaac viene contattato di notte dai familiari di Angelica, una giovane donna morta improvvisamente poco dopo il matrimonio, perché scatti qualche fotografia alla ragazza prima che si rendano evidenti i segni del decesso. Angelica è ancora nella sua abitazione, adagiata su di un divano con addosso l'abito bianco da sposa, attorniata dai familiari. Durante le riprese, Isaac ha l'impressione che la ragazza, peraltro molto bella, ritorni in vita e gli sorrida; resta turbato quando si rende conto di essere il solo ad aver avuto questa impressione.
L'indomani mattina Isaac appende le stampe delle foto scattate alla ragazza defunta perché si asciughino; osserva le fotografie e ha l'impressione che il volto di Angelica, ritratto in una delle foto, si animi e che la ragazza gli sorrida nuovamente. Turbato, Isaac esce di casa e si dedica a fotografare alcuni operai che lavorano in una vigna utilizzando strumenti tradizionali di lavoro. Durante la notte Isaac sogna che Angelica, sorridente e con l'abito da sposa, appaia sul balcone della stanza; Isaac abbraccia la ragazza, che a sua volta ricambia le affettuosità, dopo di che i due giovani, abbracciati, volano sopra i dintorni della città e sopra il fiume. Isaac si risveglia bruscamente: è preoccupato per il realismo del sogno, si chiede se non abbia avuto delle allucinazioni e se non stia precipitando nella follia.
La signora Justina e gli altri ospiti della pensione (l'ingegnere, il dottor Matias e la signora Rosa) si interrogano sullo strano comportamento tenuto da Isaac degli ultimi giorni. La signora Justina attribuisce il peggioramento alle foto scattate alla "bambina morta". La signora Rosa ribatte che la morta non era una bambina, ma una donna molto bella che si era appena sposata perché incinta. Il dottor Matias afferma che è impossibile dare giudizi su Isaac: il giovane fotografo è sempre riservato, non si confida mai con nessuno e d'altra parte nessuno può capire il comportamento di una persona di cui si ignora la storia pregressa (la "circunstancia" di Ortega).
La notte successiva Isaac vede nella sua stanza dapprima un uccellino in volo e, poco dopo, nuovamente l'apparizione di Angelica che tenta invano di abbracciarlo. L'indomani mattina Isaac scende nella sala da pranzo e apprende dalla signora Justina che il cardellino della signora è morto. Disperato Isaac scappa dapprima al cimitero dove è sepolta Angelica; corre poi per i campi circostanti finché non cade a terra stremato. Trovato da un gruppo di bambini, Isaac viene portato nella pensione della signora Justina dove, malgrado l'assistenza di un medico, muore.

## Storia
Il soggetto di questo film venne ideato da Manoel de Oliveira nei primi anni cinquanta. Nel soggetto originale Isaac era un giovane israelita che, rifugiato in Portogallo per sfuggire alle persecuzioni naziste durante la seconda guerra mondiale, aveva difficoltà ad affrontare la realtà e tendeva a rifugiarsi nei sogni. Il film poté essere tuttavia girato solo dopo che nel 2009 il regista, che aveva ormai superato il secolo di età, ebbe ottenuto un finanziamento di 2 milioni e mezzo di euro.
Nel film sono evidenti alcuni anacronismi legati presumibilmente al lungo intervallo di tempo trascorso fra la redazione del soggetto e le riprese cinematografiche. Sebbene i riferimenti ad eventi contemporanei all'epoca delle riprese siano numerosi, alcuni particolari sembrano coerenti maggiormente con la cultura e la società portoghese dei primi anni cinquanta del XX secolo; per esempio, le domestiche della famiglia di Angelica indossano un anacronistico abbigliamento, Isaac utilizza tecniche fotografiche obsolete (tuttavia, stampa fotografie a colori con tecniche utilizzate per il bianco e nero), la liturgia cattolica è quella precedente il Concilio Vaticano II, ecc.
Il film fu presentato il 13 maggio 2010 nella sezione "Un Certain Regard" del Festival di Cannes 2010. Non è stato distribuito nelle sale cinematografiche italiane. È stato tuttavia trasmesso in televisione già due volte nel 2011 da Rai 3: il 21 gennaio e il 13 giugno con titoli di testa e dialoghi in lingua portoghese, e con i soli dialoghi sottotitolati in lingua italiana. È stato nuovamente trasmesso da Rai 3 la notte del 12 dicembre 2015, nel primo anniversario della morte di De Oliveira, insieme ad altri suoi film.